# Lillasjön (Södra Sandsjö socken, Småland)
Lillasjön är en sjö i Tingsryds kommun i Småland och ingår i Ronnebyåns huvudavrinningsområde.